# Adeuomphalus elegans
Adeuomphalus elegans là một loài ốc biển, là động vật thân mềm chân bụng sống ở biển thuộc họ Turbinidae.